# У Янь (письменник)
У Янь (кит. трад. 吳岩, спр. 吴岩, піньїнь: Wú Yǎn; нар. 2 грудня 1962, Пекін) — китайський письменник-фантаст і викладач маньчжурського походження, доктор філософії з менеджменту. Викладач наукової фантастики в Пекінському університеті.
Також відомий під іменем Ю Вань (кит. трад. 餘萬, спр. 余万, піньїнь: Yú Wàn).

## Біографія
У Янь народився в сім'ї маньчжурів 2 грудня 1962 року в Пекіні, КНР. Здобув психологічну освіту та ступінь доктора філософії з менеджменту, а також викладає наукову фантастику в Пекінському університеті. 1978 року шістнадцятирічний У Янь написав своє перше оповідання — «Пригода в айсберзі». Письменник часто з'являвся в часописі «Кехуань Шицзє», а також разом зі своїм колишнім співробітником Чженом Веньґуаном як автор дитячих оповідань, присвячених популяризації науки, таких як відома «Історії інтелектуальних розслідувань» 1994 року. Його перший роман «Життя і смерть шостого неба» 1996 року присвячений кіберзлочинності, пов'язаній з першим польотом людини в космос у Китаї.

## Переклади
Деякі твори У Яня були перекладені декількома мовами. Оповідання «Килимок для миші» було перекладено англійською (2005), французькою (2013) та японською (2008). «Надрукуйте нову Землю» було перекладено італійською у 2017 році.

### Оповідання
- «Остання справа “Зоряної поліції”» (кит. спр. 星际警察的最后案件; Пекін: Пекін Шаонянь Ертун Чубаньше, 1991)
- «Історії інтелектуальних розслідувань» (кит. спр. 心灵探险的故事; Пекін: Чжунґо Шаонянь Ертун Чубаньше, 1994) разом із Чженом Венґуаном
- «Життя і смерть шостого неба» (кит. спр. 生死第六天; Нанцзін: Цзянсу Шаонянь Ертун Чубаньше, 1996)
- «Молодість у шухляді» (кит. спр. 抽屉里的青春; Чанша: Хунань Цзяоюй Чубаньше, 2000)
- «Килимок для миші» (кит. трад. 鼠标垫; Сайнс Фікшн Ворлд, 2001)
- «Друга книга Мойсея» (кит. спр. 出埃及记; Ґуйлінь: Ґуансі Шифань Дасюе Чубаньше, 2004)
- «Надрукуйте нову Землю» (кит. спр. 打印一个新地球; 2013)